# فلويد نوريس
فلويد نوريس (بالإنجليزية: Floyd Norris)‏ هو صحفي أمريكي، ولد في 6 سبتمبر 1947.